# Appennino calabro
L'Appennino calabro è una suddivisione dell'Appennino meridionale in Calabria, che si estende dal passo dello Scalone (punto di congiunzione tra l'Appennino lucano e l'Appennino calabro) allo Stretto di Messina, separato da quest'ultimo dall'Appennino siculo, in Sicilia.
La quota massima è raggiunta dalla Serra Dolcedorme (2.267 m), al confine tra Calabria e Basilicata, appartenente al Massiccio del Pollino. 

## Descrizione
L'Appennino calabro è costituito a nord dal Massiccio del Pollino (al confine con la Basilicata), dalla Catena Costiera e dall'altopiano della Sila, al centro dalle Serre calabresi, e a sud dall'Aspromonte. Le vette più alte sono la Serra Dolcedorme 2.267 m, il Monte Pollino 2.248 m, la Serra del Prete 2.181 m, il Cozzo del Pellegrino (Monti di Orsomarso) 1.987 m, il Montalto (Aspromonte) 1.956 m, il Monte Botte Donato (Sila) 1.928 m, Il Monte Mula (Catena Montuosa del Pollino) 1 935 m s.l.m. ed il Monte Montea (Catena Montuosa del Pollino) 1.825 metri. Il punto più basso dell'Appennino calabro è la sella di Marcellinara (250 m s.l.m.) all'interno dell'istmo di Catanzaro.
L'Appennino calabro trova la sua ideale continuazione nelle catene montuose a ridosso della Sicilia tirrenica con l'Appennino siculo, entrambi separati dallo Stretto di Messina.

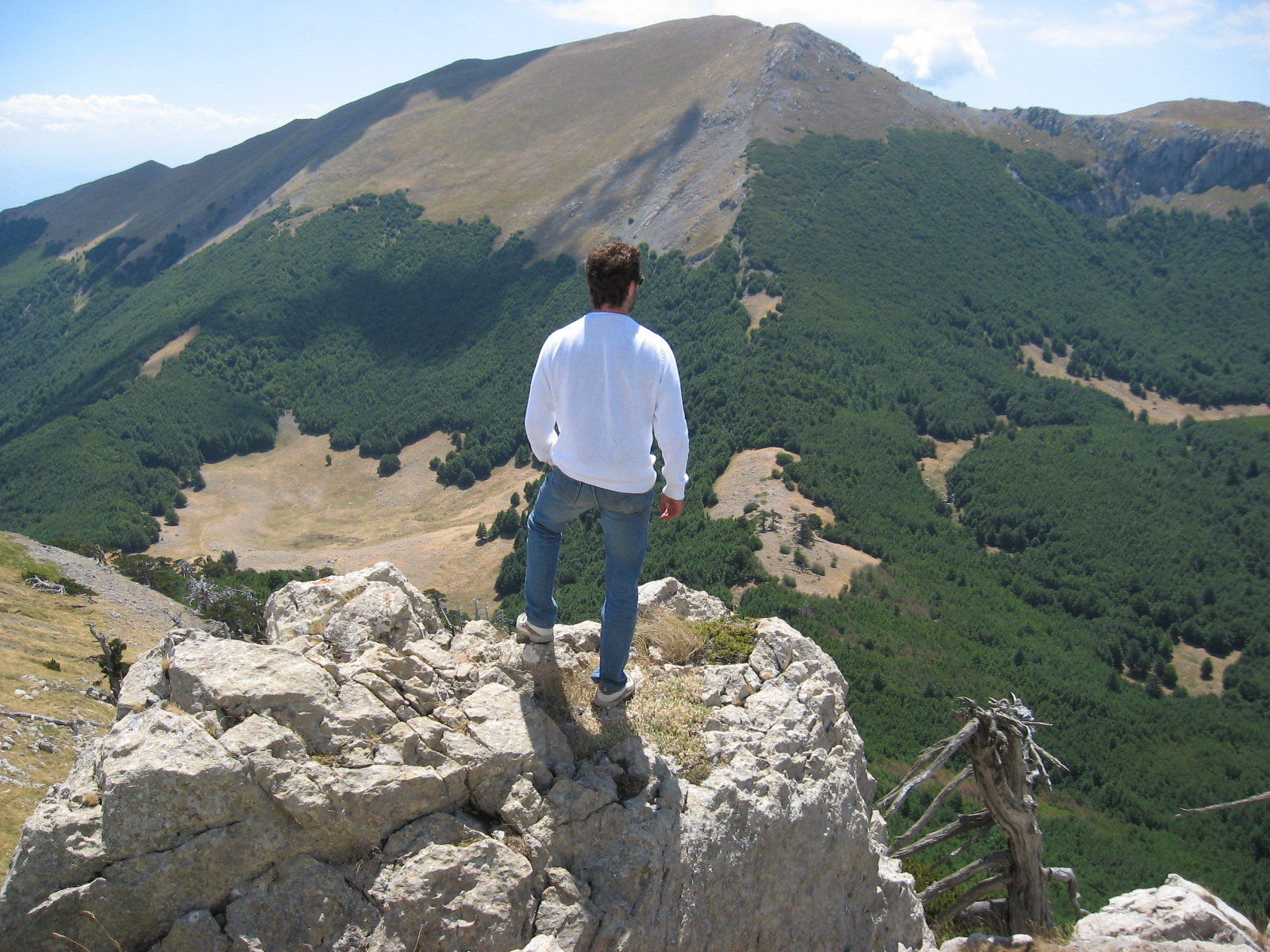
Serra Dolcedorme, la cima più elevata della Calabria e dell'Appennino Meridionale

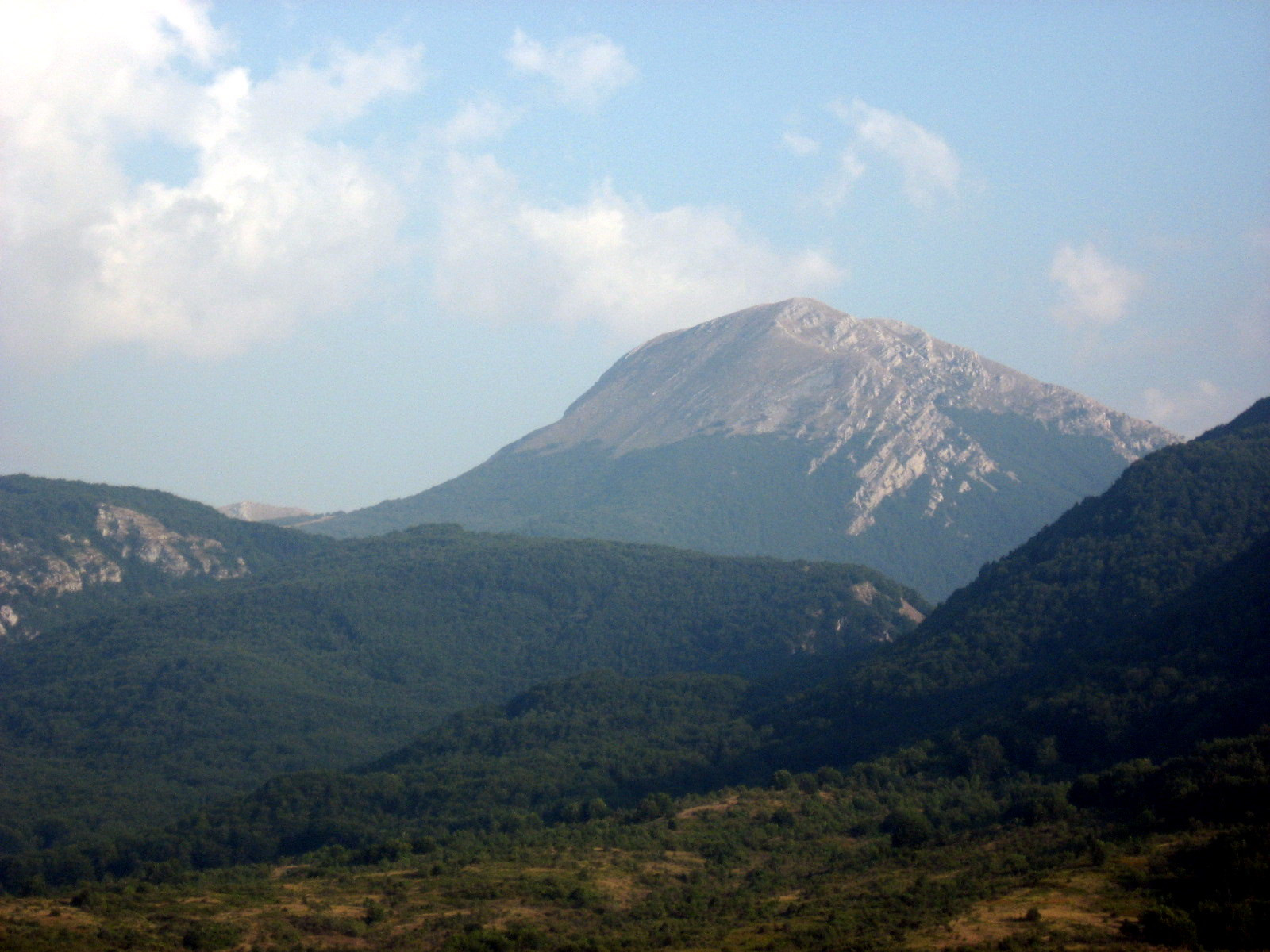
Monte Pollino

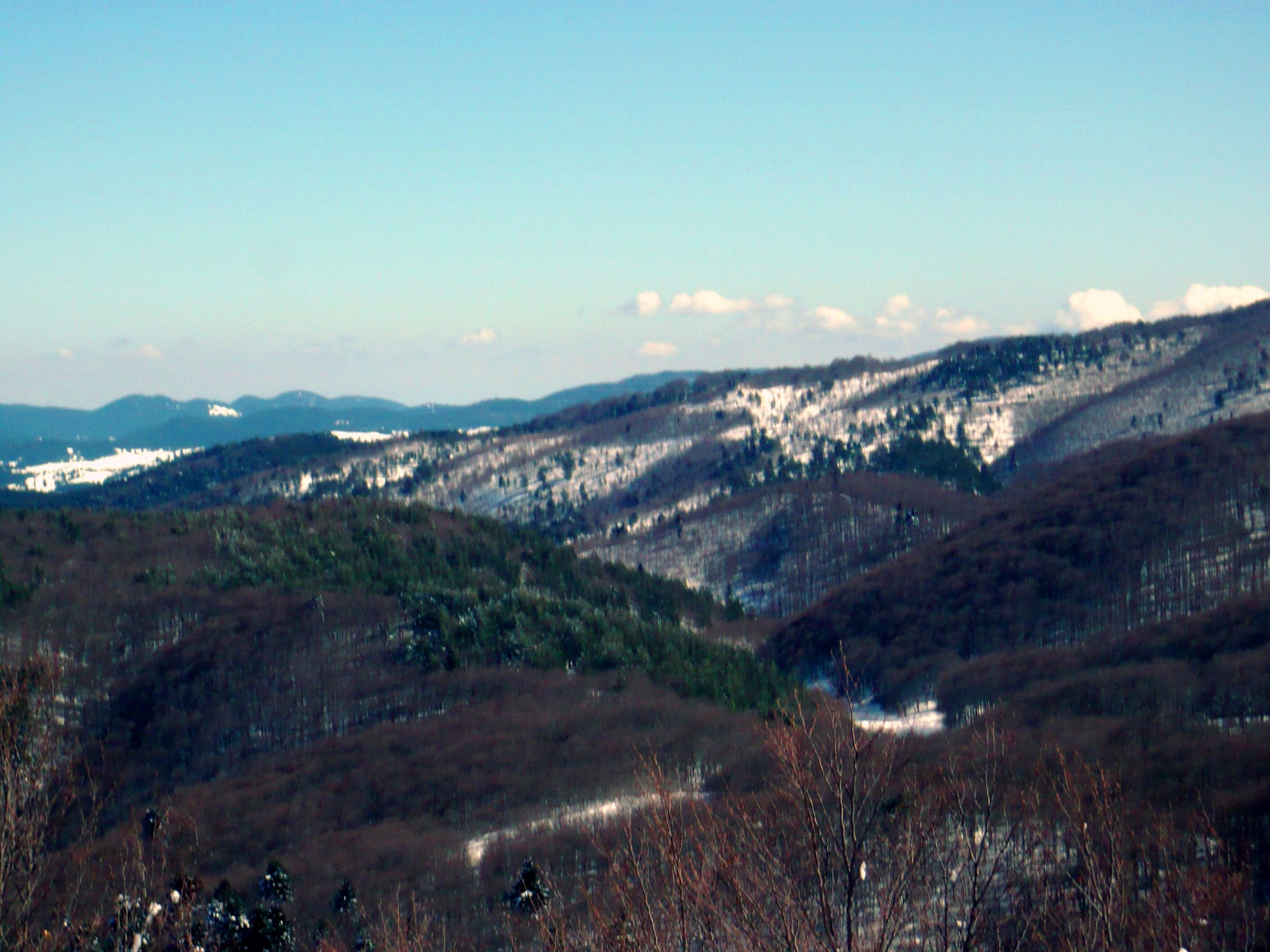
Sila Grande

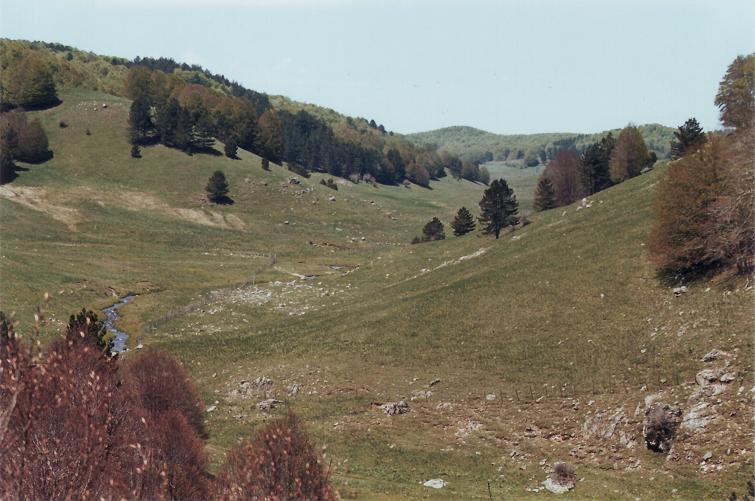
Sila Piccola

I massicci principali che compongono l'Appennino calabro sono:
- Massiccio del Pollino
- Monti di Orsomarso
- Catena Costiera
- Altopiano della Sila
- Catena delle Serre
- Massiccio dell'Aspromonte

### Orografia
- Serra Dolcedorme - 2.267 m (Pollino)
- Monte Pollino - 2.248 m (Pollino)
- Serra del Prete - 2.181 m (Pollino)
- Serra delle Ciavole - 2.127 m (Pollino)
- Serra di Crispo - 2.054 m (Pollino)
- Cozzo del Pellegrino - 1.987 m (Orsomarso)
- La Manfriana - 1.981 m  (Pollino)
- Montalto - 1.956 m (Aspromonte)
- Monte La Mula - 1.935 m (Orsomarso)
- Monte Botte Donato - 1.928 m (Sila)
- Monte Nero - 1.881 m (Sila)
- Montagne della Porcina - 1.826 m (Sila)
- La Montea - 1.825 m (Pollino)
- Serra Stella - 1.813 m (Sila)
- Monte Curcio - 1.788 m (Sila)
- Colli Pirilli - 1.766 m (Sila)
- Monte Gariglione - 1.765 m (Sila)
- Monte Scorciavuoi - 1.745 m (Sila)
- Monte La Caccia - 1.744 m (Pollino)
- Monte Femminamorta - 1.730 m (Sila)
- Monte Volpintesta - 1.729 m (Sila)
- Monte Sparviere - 1.713 m (Pollino)
- Monte Pettinascura - 1.689 m (Sila)
- Monte Carlomagno - 1.669 m (Sila)
- Monte Scuro - 1.663 m (Sila)
- Monte Altare - 1.653 m (Sila)
- Monte Cocuzzo - 1.541 m (Catena Costiera)
- Monte Pecoraro - 1.423 m (Serre Calabresi)
- Monte Reventino - 1.417 m (Sila)
- Pietra del Caricatore - 1.414 m (Serre Calabresi)

## Galleria d'immagini

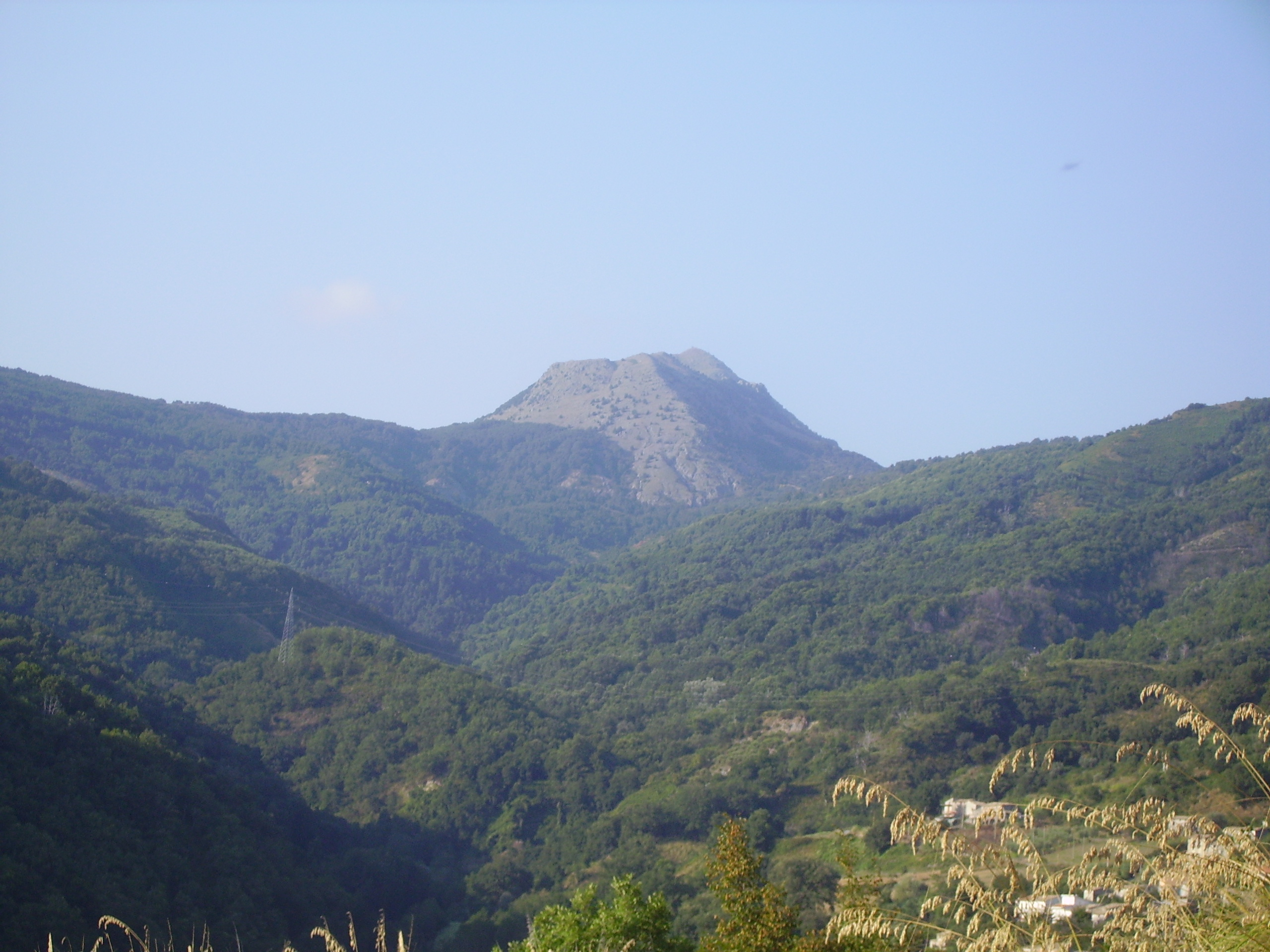
Monte Cocuzzo (Catena Costiera)
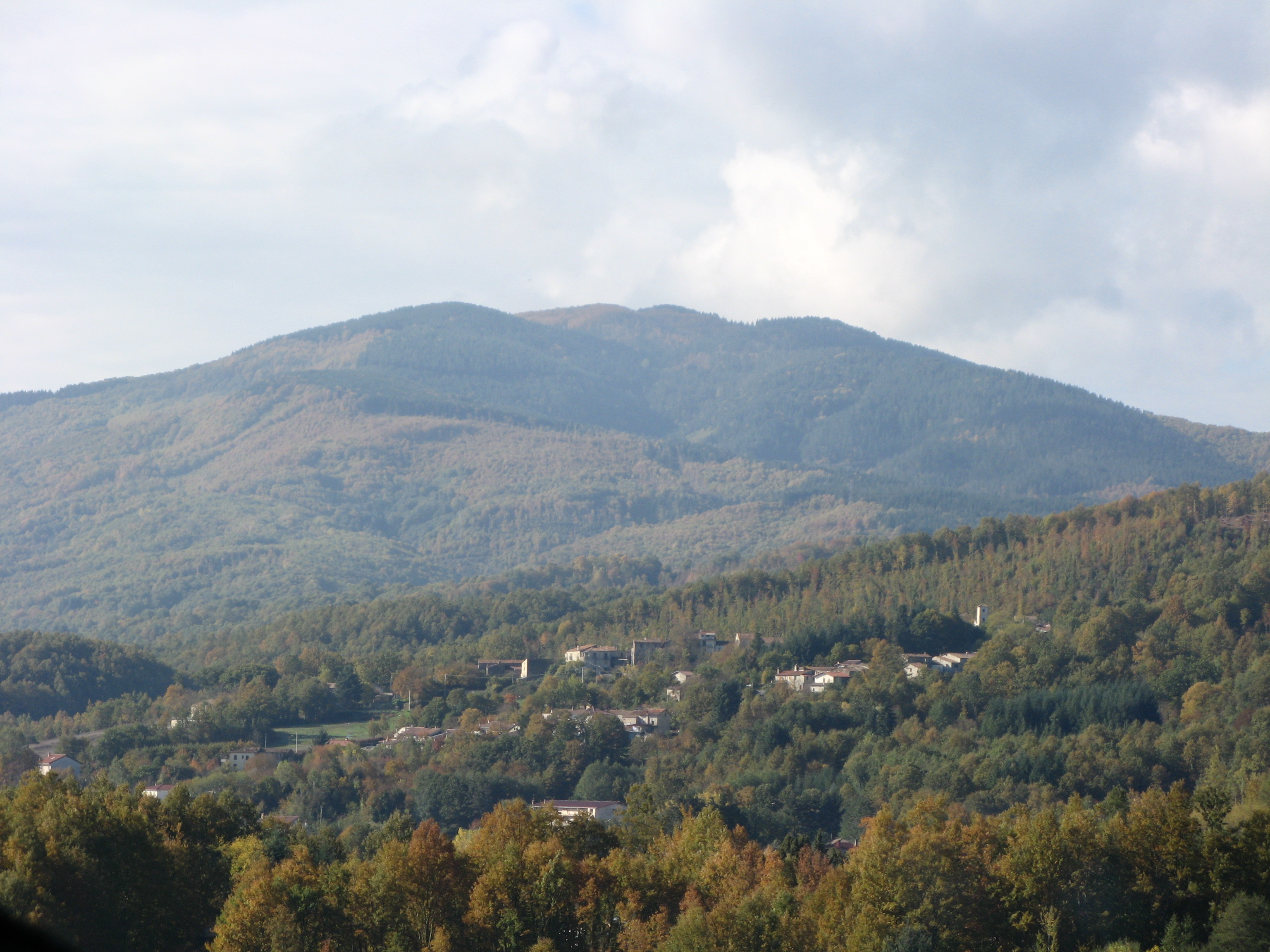
Monte Reventino (prolungamento occidentale della Sila Piccola)
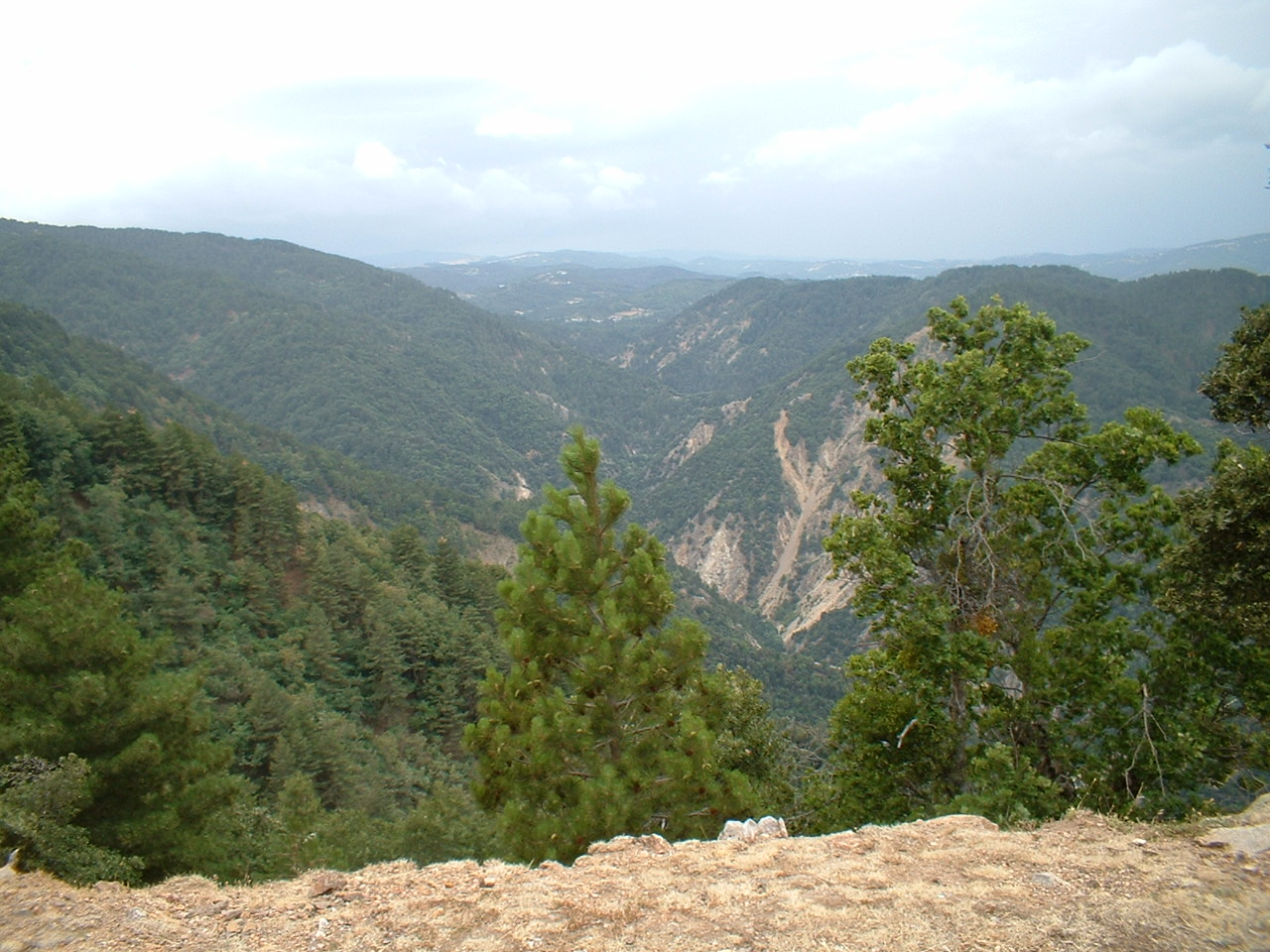
Sila Greca
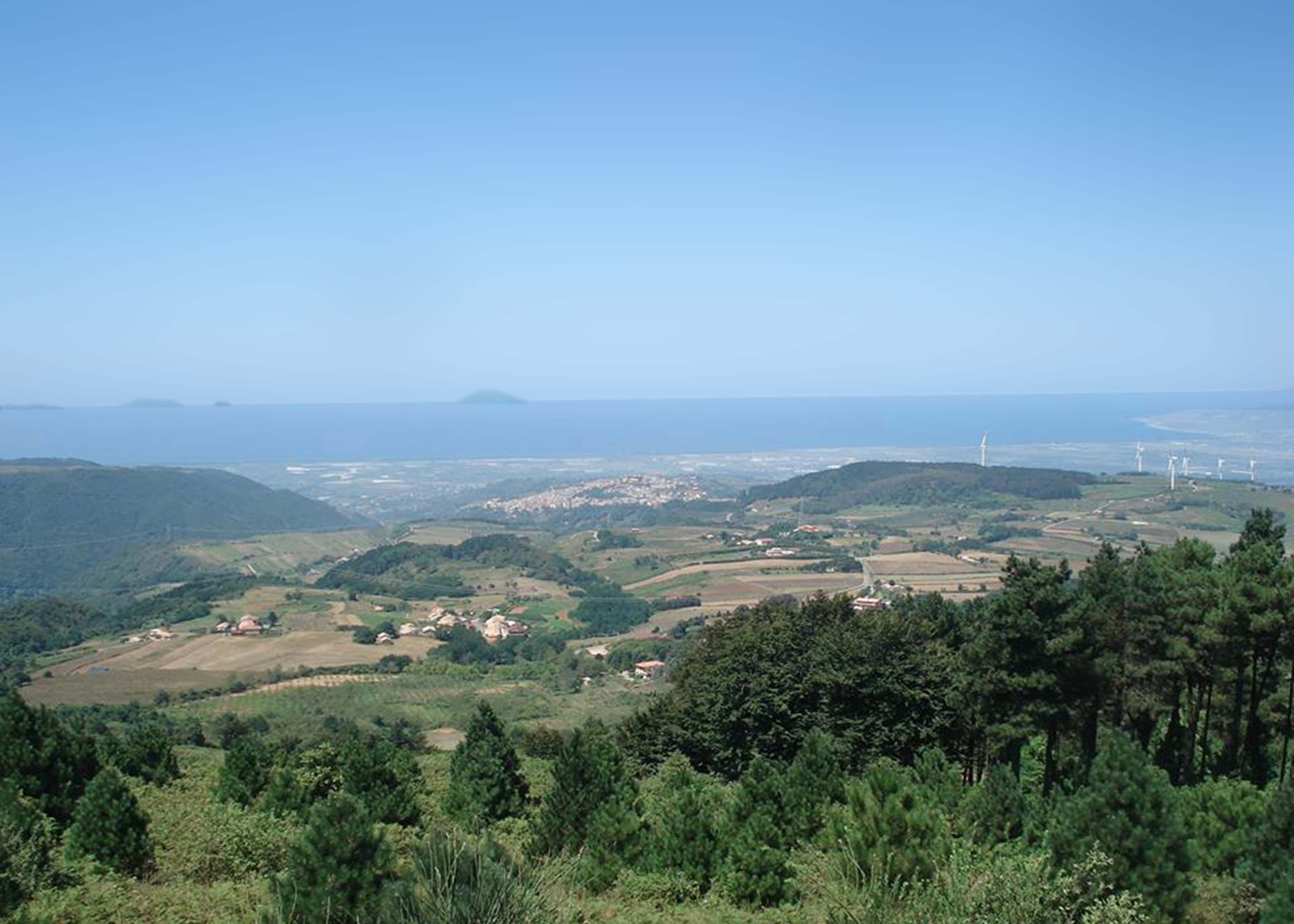
Versante occidentale delle preserre catanzaresi
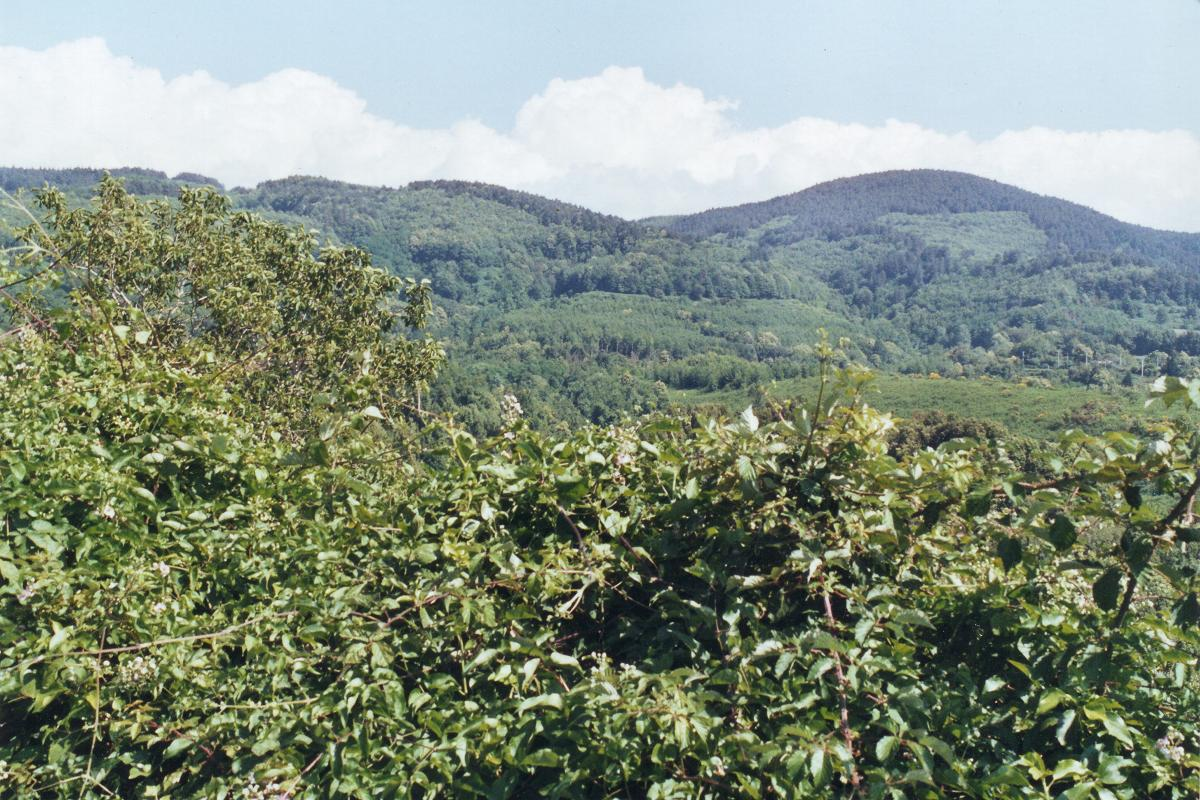
Serre Calabresi
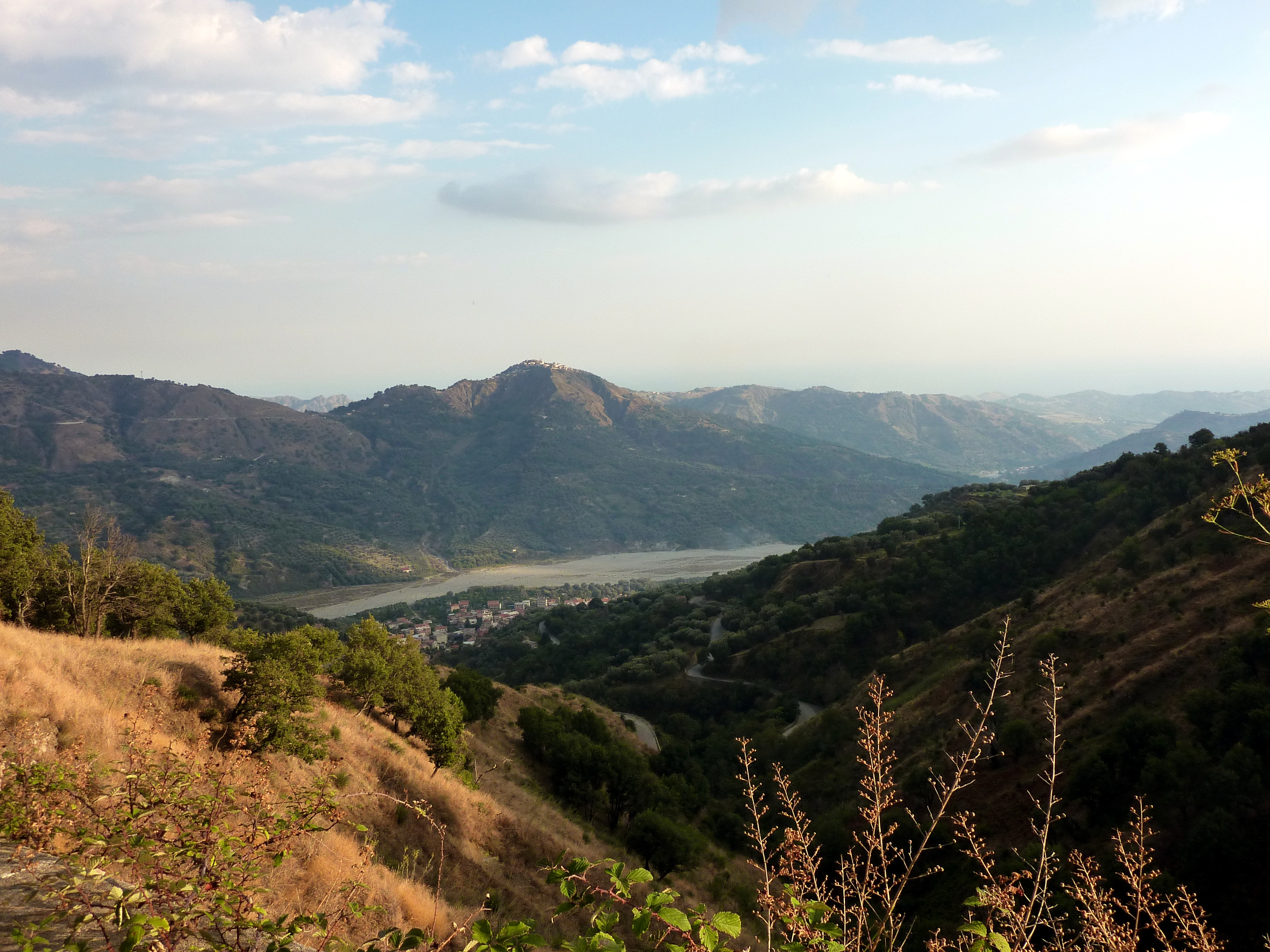
Aspromonte